# 艾·史迪尼·麥花臣
厄爾·斯蒂爾·麥弗遜（英語：Earle Steele MacPherson，1891年7月6日—1960年1月26日）是一位美國汽車工程師，最著名的是在1940年代發明麥花臣懸掛。

## 生涯
厄爾·斯蒂爾·麥弗遜於1891年出生於伊利諾州高地公園，畢業於伊利諾大學。他在第一次世界大戰中服役並獲得了上尉軍銜。1920年代初，他先後在查爾默斯汽車和自由汽車工作，並於1923年加入Hupmobile。1934年加入通用汽車，1935年任雪佛蘭分部總設計工程師。
1960年1月26日，他因心臟病發作在底特律的老格雷斯醫院去世。

## 延伸閲讀
- Robinson, Peter. . 汽車趨勢（英语：Motor Trend）. 2006-05-16  [2020-01-09]. （原始内容存档于2021-06-24）.
- Zyla, Greg. . 普羅維登斯日報. 2019-07-11  [2020-01-09]. （原始内容存档于2020-01-07）.

## 外部連結
- MacPherson's World War II draft registration card （页面存档备份，存于） via Fold3.com